# Naoussa (Imathia)

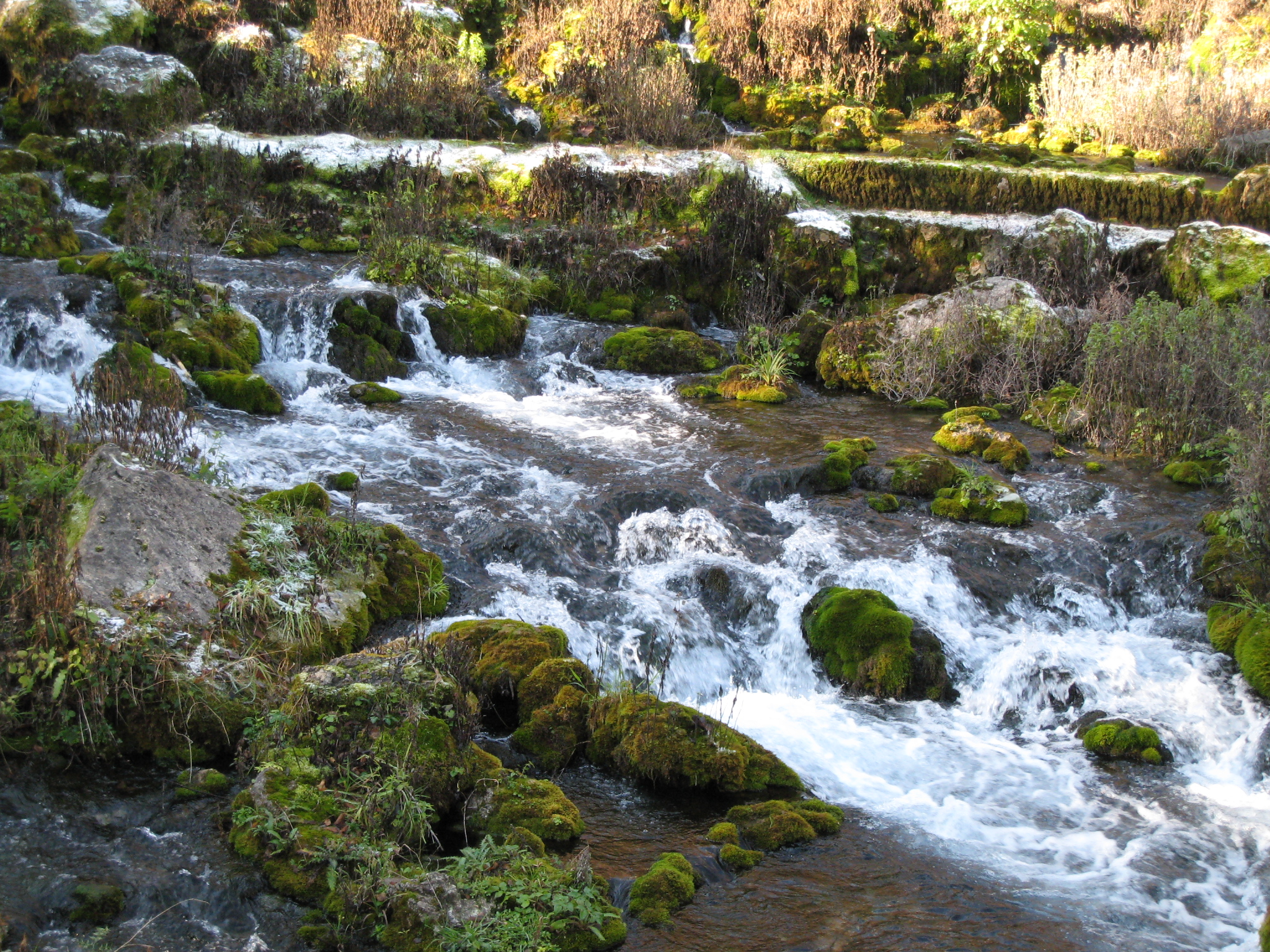
Park in Naoussa

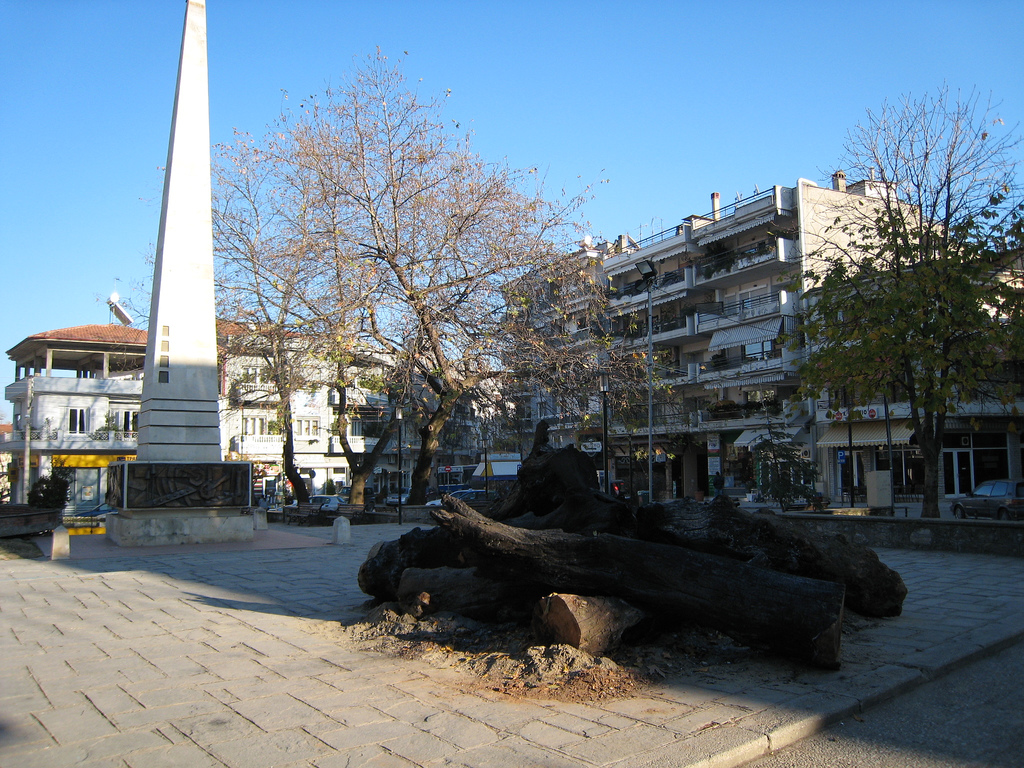
Der zentrale Platz von Naoussa im Winter

Kriegsdenkmal

Naoussa (griechisch Νάουσα Naousa (f. sg.), ausgesprochen Náusa; mazedonisch Negusch Негуш; ältere Namen Niausta, Niagusta, Agoston und Agustos) ist eine Gemeinde mit etwas über 30.000 Einwohnern in der nordgriechischen Region Zentralmakedonien. Hauptort und Verwaltungssitz der Gemeinde ist die gleichnamige Stadt Naoussa.

## Geographie
Die Gemeinde Naousa liegt am westlichen Rand der zentralmakedonischen Tiefebene, die durch die Flüsse (von Süden nach Norden bzw. Osten) Aliakmonas, Loudias, Axios und Gallikos gebildet wird. Teile der Gemeinde liegen auf den, westlich der Kleinstadt ansteigenden, nördlichen Regionen des Vermio-Gebirges, das die westliche Begrenzung der zentralmakedonischen Tiefebene bildet. Andere Teile liegen in der Tiefebene selbst und dem Übergang vom Vermio zur Tiefebene.
Die nächste größere Stadt im Norden ist Edessa und im Süden Veria, Sitz des Regionalbezirks Imathia.

## Geschichte
Nach seiner Eroberung im späten 14. Jahrhundert war Naoussa bis zum ersten Balkankrieg Bestandteil des osmanischen Reiches. Am 1. November 1912 wurde aus Naoussa die osmanische Verwaltung vertrieben und nachfolgend die Stadt von den aus Süden (Veria) vorrückenden griechischen Truppen besetzt. Anschließend war Naoussa de facto Teil des griechischen Staates (Königreich), was mit dem Frieden von Bukarest 1913 endgültig bestätigt wurde.
Naousa war 1821 im griechischen Unabhängigkeitskrieg (1821–1829) Schauplatz eines schweren Kampfes zwischen den griechischen Aufständischen und den osmanischen Besatzungstruppen. Letztere blieben trotz erheblichen Widerstands siegreich. An die griechischen Opfer dieser Kämpfe erinnert in der Gegenwart ein Mahnmal in Naoussa.
Auch im griechischen Bürgerkrieg (1946–1949) war Naoussa Schauplatz von bewaffneten Auseinandersetzungen zwischen den kommunistisch kontrollierten Aufständischen und der regulären griechischen Armee unter Kontrolle der rechtsgerichteten Zentralregierung in Athen. Am 10. August 1947 wurde die Stadt von 500 Aufständischen angegriffen und zeitweilig besetzt, musste anschließend wieder geräumt werden. 200 Häuser wurden im Rahmen der Kämpfe durch Feuer zerstört, einschließlich einer Kirche.

## Verwaltungsgliederung
Die Gemeinde Naoussa wurde nach der Verwaltungsreform 2010 aus dem Zusammenschluss von drei eigenständigen Gemeinden gebildet. Sie ist nach dem Hauptort und Verwaltungssitz der Gemeinde, der Stadt Naoussa benannt. Die ehemaligen Gemeinden bilden seither Gemeindebezirke, diese sind weiter in 14 Kinotites untergliedert.
| Gemeindebezirk | griechischer Name             | Code   | Fläche (km²) | Einwohner 2011 | Kinotita (Κοινότητα)                                       | Lage |
| -------------- | ----------------------------- | ------ | ------------ | -------------- | ---------------------------------------------------------- | ---- |
| Naoussa        | Δημοτική Ενότητα Νάουσας      | 080301 | 301,731      | 021.152        | Naoussa, Arkochori, Giannakochori, Rodochori, Stenimachos  |      |
| Anthemia       | Δημοτική Ενότητα Ανθεμίων     | 080302 | 073,457      | 07.534         | Episkopi, Kopanos, Lefkadia, Marina, Monospitia, Chariessa |      |
| Irinoupoli     | Δημοτική Ενότητα Ειρηνούπολης | 080303 | 050,422      | 03.808         | Angelochori, Zervochori, Polyplatanos                      |      |
| Gesamt         | Gesamt                        | 0803   | 425,610      | 32.494         |                                                            |      |

## Wirtschaft
Wirtschaftliches Standbein der Stadt bzw. Gemeinde ist die Landwirtschaft und vor allem der Anbau von Wein. Sowohl das Weinbaugebiet Naoussa als auch die populäre rote Rebsorte Mavro Naoussis sind nach der Stadt benannt worden. Das Wine and Vine Museum ist hier beheimatet.

## Verkehr
Der Bahnhof von Naoussa liegt an der Bahnstrecke Thessaloniki–Florina. Von und nach Richtung Athen muss in Platy umgestiegen werden.
In der Nähe von Naoussa verkehrte die Waldbahn von Gurnosovo.

## Kultur
In diesem Ort wurde am 16. Juni 1978 ein Kloster eingeweiht, in dem die pontosgriechischen Mönche des Kuştul-Klosters von Maçka bei Trabzon begraben sind.

## Sport und Freizeit
Bei Naoussa befindet sich das Skigebiet Pigadia, in dem auch internationale und nationale Skiwettbewerbe durchgeführt werden.

## Städtepartnerschaften
Naoussa unterhält Städtepartnerschaften mit folgenden Städten:
- Assenowgrad, Bulgarien[7]
- Zgorzelec, Polen

## Söhne und Töchter der Stadt
- Sophia Ralli (* 1988), Skirennläuferin